# Mangaorino
De Mangaorino is een rivier op het Noordereiland in Nieuw-Zeeland. De rivier is een zijrivier van de Mangapu, waar ze tien kilometer ten noorden van Te Kuiti in uitmondt.